# Meidericher Spielverein Duisburg 2011-2012
Questa voce raccoglie le informazioni riguardanti il Meidericher Spielverein Duisburg nelle competizioni ufficiali della stagione 2011-2012.

## Stagione
Nella stagione 2011-2012 il Duisburg, allenato da Milan Šašić e Oliver Reck, concluse il campionato di 2. Bundesliga al 10º posto. In Coppa di Germania il Duisburg fu eliminato al secondo turno dall' Holstein Kiel.

## Rosa
| N. |                                 | Ruolo | Calciatore          |
| -- | ------------------------------- | ----- | ------------------- |
| 1  | Filippine (bandiera)            | P     | Roland Müller       |
| 2  | Grecia (bandiera)               | C     | Vasilios Pliatsikas |
| 3  | Germania (bandiera)             | D     | Markus Bollmann     |
| 4  | Bosnia ed Erzegovina (bandiera) | D     | Džemal Berberović   |
| 5  | Germania (bandiera)             | D     | Daniel Reiche       |
| 6  | Germania (bandiera)             | C     | Benjamin Kern       |
| 7  | Germania (bandiera)             | C     | Daniel Brosinski    |
| 8  | Germania (bandiera)             | A     | Maurice Exslager    |
| 9  | Bulgaria (bandiera)             | A     | Valeri Domovčijski  |
| 10 | Albania (bandiera)              | C     | Jürgen Gjasula      |
| 11 | Serbia (bandiera)               | A     | Srđjan Baljak       |
| 13 | Kazakistan (bandiera)           | D     | Sergej Karimow      |
| 14 | Brasile (bandiera)              | D     | Bruno Soares        |
| 15 | Slovenia (bandiera)             | C     | Goran Šukalo        |
| 16 | Germania (bandiera)             | D     | Stephan Hennen      |

| N. |                                 | Ruolo | Calciatore         |
| -- | ------------------------------- | ----- | ------------------ |
| 17 | Germania (bandiera)             | D     | Kevin Wolze        |
| 18 | Germania (bandiera)             | P     | Felix Wiedwald     |
| 19 | Croazia (bandiera)              | C     | Zvonko Pamić       |
| 21 | Germania (bandiera)             | C     | Andre Hoffmann     |
| 22 | Ungheria (bandiera)             | A     | János Lázok        |
| 23 | Germania (bandiera)             | P     | Florian Fromlowitz |
| 25 | Bosnia ed Erzegovina (bandiera) | D     | Branimir Bajić     |
| 26 | Germania (bandiera)             | C     | Tanju Öztürk       |
| 27 | Romania (bandiera)              | A     | Emil Jula          |
| 28 | Bosnia ed Erzegovina (bandiera) | C     | Dušan Jevtić       |
| 29 | Germania (bandiera)             | C     | Burakcan Kunt      |
| 30 | Germania (bandiera)             | P     | Marcel Lenz        |
| 32 | Kosovo (bandiera)               | A     | Flamur Kastrati    |
| 33 | Polonia (bandiera)              | A     | Tomasz Zahorski    |

## Organigramma societario
Area tecnica
- Allenatore: Oliver Reck
- Allenatore in seconda: Fuat Kilic, Uwe Schubert
- Preparatore dei portieri:
- Preparatori atletici: Karim Rashwan

## Calciomercato

### Sessione estiva
| Acquisti | Acquisti            | Acquisti          | Acquisti |
| R.       | Nome                | da                | Modalità |
| -------- | ------------------- | ----------------- | -------- |
| D        | Džemal Berberović   | Liteks Loveč      |          |
| C        | Daniel Beichler     | San Gallo         |          |
| D        | Markus Bollmann     | Arminia Bielefeld |          |
| C        | Daniel Brosinski    | Wehen Wiesbaden   |          |
| A        | Valeri Domovčijski  | Hertha Berlino    |          |
| P        | Florian Fromlowitz  | Hannover 96       |          |
| C        | Jürgen Gjasula      | FSV Francoforte   |          |
| A        | Emil Jula           | Energie Cottbus   |          |
| D        | Sergej Karimow      | Wolfsburg         |          |
| A        | Flamur Kastrati     | Osnabrück         |          |
| C        | Zvonko Pamić        | Friburgo          |          |
| C        | Vasilios Pliatsikas | Schalke 04        |          |
| C        | Shao Jiayi          | Energie Cottbus   |          |
| P        | Felix Wiedwald      | Werder Brema      |          |
| D        | Kevin Wolze         | Wolfsburg         |          |

| Cessioni | Cessioni          | Cessioni          | Cessioni |
| R.       | Nome              | a                 | Modalità |
| -------- | ----------------- | ----------------- | -------- |
| C        | Daniel Beichler   | Ried              |          |
| C        | Ivica Banović     | Friburgo          |          |
| C        | Kevin Grund       | Rot-Weiss Essen   |          |
| P        | Marcel Herzog     | Basilea           |          |
| D        | Julian Koch       | Borussia Dortmund |          |
| A        | Stefan Maierhofer | Wolverhampton     |          |
| C        | Olcay Şahan       | Kaiserslautern    |          |
| C        | Jürgen Säumel     | Sturm Graz        |          |
| A        | Manuel Schäffler  | Monaco 1860       |          |
| D        | Sven Theißen      | Fortuna Colonia   |          |
| C        | Filip Trojan      | Dinamo Dresda     |          |
| D        | Olivier Veigneau  | Nantes            |          |
| P        | David Yelldell    | Bayer Leverkusen  |          |

### Sessione invernale
| Acquisti | Acquisti        | Acquisti       | Acquisti |
| R.       | Nome            | da             | Modalità |
| -------- | --------------- | -------------- | -------- |
| A        | Tomasz Zahorski | Górnik Zabrze  |          |
| C        | Dušan Jevtić    | Monaco 1860 II |          |

| Cessioni | Cessioni   | Cessioni      | Cessioni |
| R.       | Nome       | a             | Modalità |
| -------- | ---------- | ------------- | -------- |
| C        | Shao Jiayi | Beijing Guoan |          |

## Risultati

### 2. Bundesliga

#### Girone di andata
| Arbitro: | Welz |

|                                     |           |               |
| Iashvili 5’ Lavrič 6’ Staffeldt 22’ | Marcatori | 1’, 44’ Wolze |

| Arbitro: | Perl |

|          |           |                             |
| Shao 16’ | Marcatori | 6’ Rangelov 10’ Bittencourt |

| Francoforte sul Meno 7 agosto 2011, ore 13:30 CEST 3ª giornata | FSV Francoforte | 0 – 0 referto | Duisburg | Frankfurter Volksbank Stadion (4 132 spett.)\| Arbitro: \| Kampka \| |
| Arbitro:                                                       | Kampka          |               |          |                                                                      |

| Duisburg 14 agosto 2011, ore 13:30 CEST 4ª giornata | Duisburg | 0 – 0 referto | Hansa Rostock | Schauinsland-Reisen-Arena (13 777 spett.)\| Arbitro: \| Ittrich \| |
| Arbitro:                                            | Ittrich  |               |               |                                                                    |

| Arbitro: | Dingert |

|                           |           |           |
| Schindler 33’ Bartels 90’ | Marcatori | 38’ Bajić |

| Arbitro: | Cortus |

|                                     |           |  |
| Bajić 44’ Jula 79’ Gueye 90’ (aut.) | Marcatori |  |

| Arbitro: | Steinhaus-Webb |

|                        |           |             |
| Fürstner 57’ Nöthe 64’ | Marcatori | 66’ Gjasula |

| Arbitro: | Osmers |

|                 |           |             |
| Jula 83’ (rig.) | Marcatori | 5’ Mosquera |

| Arbitro: | Drees |

|                           |           |           |
| Dabrowski 17’ Ginczek 89’ | Marcatori | 53’ Bajić |

| Arbitro: | Fritz |

|  |           |                |
|  | Marcatori | 77’ Proschwitz |

| Arbitro: | Siebert |

|                                         |           |              |
| Berberović 49’ Bajić 63’ Pliatsikas 82’ | Marcatori | 10’ Hartmann |

| Arbitro: | Schmidt |

|                           |           |  |
| Hoffer 35’, 53’ Meier 65’ | Marcatori |  |

| Arbitro: | Unger |

|  |           |                                    |
|  | Marcatori | 4’ Bierofka 67’ Kaiser 82’ Volland |

| Arbitro: | Sippel |

|                          |           |                              |
| Radu 5’ Bajić 68’ (aut.) | Marcatori | 29’ Domovčijski 66’ Hoffmann |

| Arbitro: | Gräfe |

|                              |           |  |
| Brosinski 11’, 32’ Pamić 85’ | Marcatori |  |

| Arbitro: | Schmidt |

|            |           |                            |
| Höfler 20’ | Marcatori | 14’ Brosinski 90’ Exslager |

| Arbitro: | Perl |

|  |           |                                 |
|  | Marcatori | 57’ (rig.) Langeneke 59’ Rösler |

#### Girone di ritorno
| Arbitro: | Metzen |

|                                  |           |            |
| Šukalo 3’ Jula 57’ Brosinski 71’ | Marcatori | 59’ Müller |

| Arbitro: | Stieler |

|            |           |           |
| Kruska 33’ | Marcatori | 74’ Bajić |

| Arbitro: | Unger |

|            |           |                   |
| Šukalo 47’ | Marcatori | 17’, 68’ Micanski |

| Arbitro: | Cortus |

|                                             |           |                      |
| Mintál 30’, 52’ Jänicke 36’ Borg 82’ (rig.) | Marcatori | 33’ Bajić 40’ Šukalo |

| Arbitro: | Hartmann |

|  |           |          |
|  | Marcatori | 21’ Boll |

| Arbitro: | Osmers |

|                    |           |  |
| Fořt 57’ Dedič 59’ | Marcatori |  |

| Arbitro: | Dingert |

|  |           |                        |
|  | Marcatori | 78’ Occéan 90’ Zillner |

| Arbitro: | Willenborg |

|             |           |              |
| Terodde 90’ | Marcatori | 62’ Exslager |

| Arbitro: | Kampka |

|                                    |           |          |
| Gelashvili 25’ (aut.) Exslager 78’ | Marcatori | 19’ Inui |

| Arbitro: | Schriever |

|              |           |                           |
| Brückner 51’ | Marcatori | 11’ Wolze 68’ Domovčijski |

| Arbitro: | Kempter |

|               |           |            |
| Schäffler 83’ | Marcatori | 54’ Soares |

| Arbitro: | Steuer |

|                       |           |  |
| Šukalo 44’ Soares 52’ | Marcatori |  |

| Arbitro: | Petersen |

|                       |           |          |
| Vallori 58’ Lauth 71’ | Marcatori | 69’ Jula |

| Arbitro: | Stark |

|                           |           |  |
| Brosinski 75’ Gjasula 83’ | Marcatori |  |

| Braunschweig 20 aprile 2012, ore 18:00 CEST 32ª giornata | Eintracht Braunschweig | 0 – 0 referto | Duisburg | Eintracht-Stadion (19 825 spett.)\| Arbitro: \| Grudzinski \| |
| Arbitro:                                                 | Grudzinski             |               |          |                                                               |

| Arbitro: | Fritz |

|                      |           |           |
| Šukalo 18’ Wolze 23’ | Marcatori | 56’ König |

| Arbitro: | Kircher |

|                                |           |                         |
| Fink 18’ Lukimya-Mulongoti 21’ | Marcatori | 8’ Exslager 27’ Gjasula |

### Coppa di Germania
| Arbitro: | Gräfe |

|  |           |                                       |
|  | Marcatori | 6’ (aut.) Stroh-Engel 30’ Domovčijski |

| Arbitro: | Fischer |

|                       |           |  |
| Kazior 54’ Sykora 59’ | Marcatori |  |

## Statistiche

### Statistiche di squadra
| Competizione      | Punti | In casa | In casa | In casa | In casa | In casa | In casa | In trasferta | In trasferta | In trasferta | In trasferta | In trasferta | In trasferta | Totale | Totale | Totale | Totale | Totale | Totale | DR |
| Competizione      | Punti | G       | V       | N       | P       | Gf      | Gs      | G            | V            | N            | P            | Gf           | Gs           | G      | V      | N      | P      | Gf     | Gs     | DR |
| ----------------- | ----- | ------- | ------- | ------- | ------- | ------- | ------- | ------------ | ------------ | ------------ | ------------ | ------------ | ------------ | ------ | ------ | ------ | ------ | ------ | ------ | -- |
| 2. Bundesliga     | 39    | 17      | 8       | 2       | 7       | 23      | 18      | 17           | 2            | 7            | 8            | 19           | 29           | 34     | 10     | 9      | 15     | 42     | 47     | -5 |
| Coppa di Germania | -     | 0       | 0       | 0       | 0       | 0       | 0       | 2            | 1            | 0            | 1            | 2            | 2            | 2      | 1      | 0      | 1      | 2      | 2      | 0  |
| Totale            | 39    | 17      | 8       | 2       | 7       | 23      | 18      | 19           | 3            | 7            | 9            | 21           | 31           | 36     | 11     | 9      | 16     | 44     | 49     | -5 |

### Andamento in campionato
| Giornata  | 1  | 2  | 3  | 4  | 5  | 6  | 7  | 8  | 9  | 10 | 11 | 12 | 13 | 14 | 15 | 16 | 17 | 18 | 19 | 20 | 21 | 22 | 23 | 24 | 25 | 26 | 27 | 28 | 29 | 30 | 31 | 32 | 33 | 34 |
| --------- | -- | -- | -- | -- | -- | -- | -- | -- | -- | -- | -- | -- | -- | -- | -- | -- | -- | -- | -- | -- | -- | -- | -- | -- | -- | -- | -- | -- | -- | -- | -- | -- | -- | -- |
| Luogo     | T  | C  | T  | C  | T  | C  | T  | C  | T  | C  | C  | T  | C  | T  | C  | T  | C  | C  | T  | C  | T  | C  | T  | C  | T  | C  | T  | T  | C  | T  | C  | T  | C  | T  |
| Risultato | P  | P  | N  | N  | P  | V  | P  | N  | P  | P  | V  | P  | P  | N  | V  | V  | P  | V  | N  | P  | P  | P  | P  | P  | N  | V  | V  | N  | V  | P  | V  | N  | V  | N  |
| Posizione | 11 | 17 | 15 | 16 | 16 | 13 | 14 | 14 | 16 | 16 | 14 | 14 | 15 | 16 | 13 | 13 | 13 | 12 | 12 | 12 | 12 | 13 | 15 | 16 | 15 | 15 | 15 | 15 | 11 | 11 | 10 | 10 | 10 | 10 |

Legenda:

Luogo: C = Casa; T = Trasferta. Risultato: V = Vittoria; N = Pareggio; P = Sconfitta.

### Statistiche dei giocatori
| Giocatore      | 2. Bundesliga | 2. Bundesliga | 2. Bundesliga | 2. Bundesliga | Coppa di Germania | Coppa di Germania | Coppa di Germania | Coppa di Germania | Totale   | Totale | Totale      | Totale     |
| Giocatore      | Presenze      | Reti          | Ammonizioni   | Espulsioni    | Presenze          | Reti              | Ammonizioni       | Espulsioni        | Presenze | Reti   | Ammonizioni | Espulsioni |
| -------------- | ------------- | ------------- | ------------- | ------------- | ----------------- | ----------------- | ----------------- | ----------------- | -------- | ------ | ----------- | ---------- |
| B. Bajić       | 30            | 6             | 10            | 0             | 2                 | 0                 | 0                 | 0                 | 32       | 6      | 10          | 0          |
| S. Baljak      | 8             | 0             | 1             | 0             | 0                 | 0                 | 0                 | 0                 | 8        | 0      | 1           | 0          |
| D. Beichler    | 1             | 0             | 0             | 0             | 1                 | 0                 | 0                 | 0                 | 2        | 0      | 0           | 0          |
| D. Berberović  | 29            | 1             | 9             | 1             | 2                 | 0                 | 1                 | 0                 | 31       | 1      | 10          | 1          |
| M. Bollmann    | 11            | 0             | 1             | 0             | 1                 | 0                 | 0                 | 0                 | 12       | 0      | 1           | 0          |
| D. Brosinski   | 33            | 5             | 4             | 0             | 2                 | 0                 | 0                 | 0                 | 35       | 5      | 4           | 0          |
| V. Domovčijski | 26            | 2             | 5             | 0             | 1                 | 1                 | 1                 | 0                 | 27       | 3      | 6           | 0          |
| M. Exslager    | 20            | 4             | 2             | 1             | 1                 | 0                 | 0                 | 0                 | 21       | 4      | 2           | 1          |
| F. Fromlowitz  | 14            | 0             | 1             | 0             | 2                 | 0                 | 0                 | 0                 | 16       | 0      | 1           | 0          |
| J. Gjasula     | 30            | 3             | 10            | 0             | 1                 | 0                 | 0                 | 0                 | 31       | 3      | 10          | 0          |
| S. Hennen      | 0             | 0             | 0             | 0             | 0                 | 0                 | 0                 | 0                 | 0        | 0      | 0           | 0          |
| A. Hoffmann    | 24            | 1             | 6             | 0             | 0                 | 0                 | 0                 | 0                 | 24       | 1      | 6           | 0          |
| D. Jevtić      | 1             | 0             | 0             | 0             | 0                 | 0                 | 0                 | 0                 | 1        | 0      | 0           | 0          |
| E. Jula        | 23            | 4             | 4             | 0             | 1                 | 0                 | 1                 | 0                 | 24       | 4      | 5           | 0          |
| S. Karimow     | 2             | 0             | 0             | 0             | 1                 | 0                 | 0                 | 0                 | 3        | 0      | 0           | 0          |
| F. Kastrati    | 18            | 0             | 3             | 0             | 2                 | 0                 | 1                 | 0                 | 20       | 0      | 4           | 0          |
| B. Kern        | 18            | 0             | 2             | 0             | 1                 | 0                 | 0                 | 0                 | 19       | 0      | 2           | 0          |
| B. Kunt        | 0             | 0             | 0             | 0             | 0                 | 0                 | 0                 | 0                 | 0        | 0      | 0           | 0          |
| M. Lenz        | 0             | 0             | 0             | 0             | 0                 | 0                 | 0                 | 0                 | 0        | 0      | 0           | 0          |
| J. Lázok       | 6             | 0             | 0             | 0             | 1                 | 0                 | 0                 | 0                 | 7        | 0      | 0           | 0          |
| R. Müller      | 0             | 0             | 0             | 0             | 0                 | 0                 | 0                 | 0                 | 0        | 0      | 0           | 0          |
| Z. Pamić       | 24            | 1             | 5             | 0             | 1                 | 0                 | 0                 | 0                 | 25       | 1      | 5           | 0          |
| V. Pliatsikas  | 22            | 1             | 3             | 2             | 1                 | 0                 | 0                 | 0                 | 23       | 1      | 3           | 2          |
| D. Reiche      | 0             | 0             | 0             | 0             | 0                 | 0                 | 0                 | 0                 | 0        | 0      | 0           | 0          |
| J. Shao        | 10            | 1             | 0             | 0             | 1                 | 0                 | 0                 | 0                 | 11       | 1      | 0           | 0          |
| B. Soares      | 32            | 2             | 10            | 0             | 2                 | 0                 | 1                 | 0                 | 34       | 2      | 11          | 0          |
| F. Wiedwald    | 20            | 0             | 1             | 0             | 0                 | 0                 | 0                 | 0                 | 20       | 0      | 1           | 0          |
| K. Wolze       | 33            | 4             | 7             | 0             | 2                 | 0                 | 0                 | 0                 | 35       | 4      | 7           | 0          |
| T. Zahorski    | 4             | 0             | 1             | 0             | 0                 | 0                 | 0                 | 0                 | 4        | 0      | 1           | 0          |
| T. Öztürk      | 8             | 0             | 0             | 0             | 0                 | 0                 | 0                 | 0                 | 8        | 0      | 0           | 0          |
| G. Šukalo      | 29            | 5             | 10            | 0             | 2                 | 0                 | 2                 | 0                 | 31       | 5      | 12          | 0          |